# FC Urartu
El Football Club Urartu (en armenio: Ուրարտու Ֆուտբոլային Ակումբ) es un club de fútbol de Armenia que juega en la Liga Premier de Armenia, la liga principal de fútbol en el país.

## Historia
Fue fundado el 20 de enero de 1992 en la ciudad de Abovyan y representa a la región de Kotayk, por lo que se le conocía como Banants Kotayk. La primera temporada, ganó la Copa de Armenia y se llevó el tercer puesto en el campeonato. 
Desde 1995, Banants no participó en el campeonato de Armenia, pero fue revivido en abril del 2001. 
En 2005, Banants adquirió base deportiva. La base deportiva republicana de fútbol que lleva el nombre de Eduard Grigorian, con todo su territorio y campos de fútbol, fue transferida al FC Banants. 
En 2007 por segunda vez en su historia, ganó la Copa de Armenia, ganando el partido final contra el FC Ararat por 3-1. Logró su primer campeonato armenio en la temporada 2013/14, obteniendo 50 puntos en 28 partidos y estuvo por delante de sus rivales por 3 puntos. 
En las temporadas 1992, 2007 y 2015/16 se convirtió en el dueño de la Copa de Armenia, y en 2014 ganó la Supercopa después de Hakob Tonoyan. Banants ha representado a Armenia en copas internacionales y ha tenido muchos jugadores en el equipo nacional.
A inicios del 2016 el empresario armenio radicado en Rusia Dzhevan Cheloyants adquiere la mayor parte de las acciones del club y el 1 de agosto de 2019 el club pasa a llamarse FC Urartu.

## Palmarés

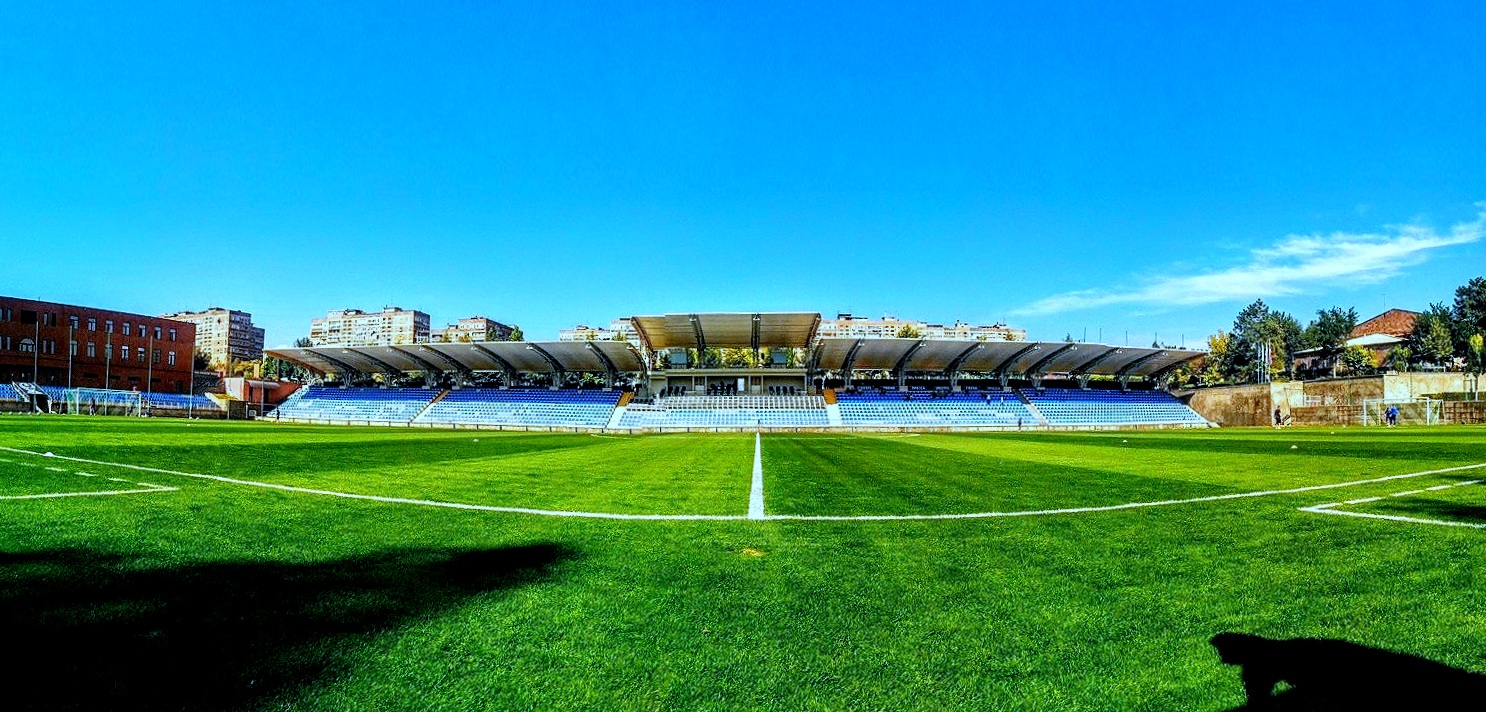
Urartu Stadium.

- Liga Premier de Armenia: 2

2014, 2023
- Copa de Armenia: 3

1992, 2007, 2016
- Supercopa de Armenia: 1

2014

## Jugadores

### Jugadores destacados
- Ararat Arakelyan
- Gevorg Ghazaryan
- Razmik Grigoryan
- Ara Hakobyan
- Aram Hakobyan
- Yegishe Melikyan
- Samvel Melkonyan
- Rafael Nazaryan
- Vahe Tadevosyan
- Aram Voskanyan
- Arthur Voskanyan
- Tigran Yesayan
- Plamen Krumov
- Marko Markov
- Yevgeni Matyugin
- Eugene Ssepuuya
- Oleksandr Kucher
- Dmytro Vorobeyev

## Entrenadores
| - 1992-1994: Varuzhan Sukiasyan - 2001-2005: Oganes Zanazanyan - 2005-2006: Ashot Barseghyan - 2006-2007: Nikolai Kiselev - 2007: Jan Poštulka - 2007-2008: Nikolay Kostov - 2008: Nedelcho Matushev - 2008: Kim Splidsboel - 2009: Armen Gyulbudaghyants | - 2009: Ashot Barseghyan (interino) - 2010-2011: Stevica Kuzmanovski - 2011: Rafael Nazaryan - 2015-2016: Tito Ramallo - 2016-2018: Artur Voskanyan - 2018-2019: Ilshat Faizulin - 2019-2021: Aleksandr Grigoryan - 2021-: Robert Arzumanyan |

## Estadísticas
- Mayor goleada:
  - 13-1 al Kasakh FC en 1993.
  - 12-0 al Kilikia FC en 1992.
- Mayor derrota:
  - 1-8 contra HMYM en 1994.
- Jugador con más partidos:
  - Samvel Melkonyan: 172 partidos.
- Goleador Histórico
  - Aram Hakobyan: 62 goles.
- Goles anotados en 1 sola temporada:
  - Aram Hakobyan: 45 goles, en 2003.

## Estadísticas en competiciones UEFA
- Mayor goleada:
  - 28/07/2005, Lokomotivi Tbilisi  0-2  Banants, Tbilisi
- Mayor derrota:
  - 17/07/2008, Salzburg  7-0  Banants,  Salzburg
- Disputados en UEFA Champions League: 1
- Disputados en UEFA Europa League: 9
- Más partidos disputados: 12
  -  Samvel Melkonyan
  -  Ararat Arakelyan
- Máximo goleador: 4
  -  Aram Hakobyan

## Participación en competiciones europeas

### Por torneo
| Competición                   | Juegos | G | E | P  | GF | GC | GD  |
| ----------------------------- | ------ | - | - | -- | -- | -- | --- |
| UEFA Cup/Europa League        | 24     | 4 | 3 | 17 | 18 | 54 | -46 |
| UEFA Champions League         | 4      | 2 | 0 | 2  | 6  | 6  | 0   |
| UEFA Europa Conference League | 9      | 2 | 0 | 7  | 10 | 21 | –11 |
| Total                         | 39     | 7 | 3 | 29 | 34 | 91 | –57 |

### Resultados
| Temporada | Torneo                 | Ronda             | Club                  | Casa | Visita    | Global      |
| --------- | ---------------------- | ----------------- | --------------------- | ---- | --------- | ----------- |
| 2003–04   | UEFA Cup               | Clasificatoria    | Hapoel Tel Aviv       | 1–2  | 1–1       | 2–3         |
| 2004–05   | UEFA Cup               | 1° Clasificatoria | Illichivets Mariupol  | 0–2  | 0–2       | 0–4         |
| 2005–06   | UEFA Cup               | 1° Clasificatoria | Locomotive Tbilisi    | 2–3  | 2–0       | 4–3         |
| 2005–06   | UEFA Cup               | 2° Clasificatoria | Dnipro Dnipropetrovsk | 2–4  | 0–4       | 2–8         |
| 2006–07   | UEFA Cup               | 1° Clasificatoria | Ameri Tbilisi         | 1–2  | 1–0       | 2–2 (a)     |
| 2007–08   | UEFA Cup               | 1° Clasificatoria | Young Boys            | 1–1  | 0–4       | 1–5         |
| 2008–09   | UEFA Cup               | 1° Clasificatoria | Red Bull Salzburg     | 0–3  | 0–7       | 0–10        |
| 2009–10   | UEFA Europa League     | 1° Clasificatoria | Široki Brijeg         | 0–2  | 1–0       | 1–2         |
| 2010–11   | UEFA Europa League     | 1° Clasificatoria | Anorthosis Famagusta  | 0–1  | 0–3       | 0–4         |
| 2011–12   | UEFA Europa League     | 1° Clasificatoria | Rustavi Metalurgist   | 0–1  | 1–1       | 1–2         |
| 2014–15   | UEFA Champions League  | 1° Clasificatoria | Santa Coloma          | 3–2  | 0–1       | 3–3 (a)     |
| 2016–17   | UEFA Europa League     | 1° Clasificatoria | Omonia                | 0–1  | 1–4       | 1–5         |
| 2018–19   | UEFA Europa League     | 1° Clasificatoria | Sarajevo              | 1–2  | 0–3       | 1–5         |
| 2019–20   | UEFA Europa League     | 1° Clasificatoria | Čukarički             | 0–5  | 0–3       | 0–8         |
| 2021–22   | UEFA Conference League | 1° Clasificatoria | Maribor               | 0–1  | 0–1       | 0–2         |
| 2023–24   | UEFA Champions League  | 1° Clasificatoria | Zrinjski Mostar       | 0–1  | 3–2 (aet) | 3–3 (3–4 p) |
| 2023–24   | UEFA Conference League | 2° Clasificatoria | Farul Constanța       | 2–3  | 2–3       | 4–6         |
| 2024–25   | UEFA Conference League | 1° Clasificatoria | Tallinna Kalev        | 2–0  | 2–1       | 4–1         |
| 2024–25   | UEFA Conference League | 2° Clasificatoria | Baník Ostrava         | 0–2  | 1–5       | 1–7         |
| 2025–26   | UEFA Conference League | 1° Clasificatoria | Neman Grodno          | 1–2  | 0–4       | 1–6         |